# Trichocera salmani
Trichocera salmani är en tvåvingeart som beskrevs av Alexander 1927. Trichocera salmani ingår i släktet Trichocera och familjen vintermyggor. Inga underarter finns listade i Catalogue of Life.